# Головчак чистецевий
Головчак чистецевий (Carcharodus lavatherae) — вид денних метеликів родини головчаків (Hesperiidae).

## Поширення
Головчак чистецевий поширений у Західній, Південній, Східній Європі, Північній Африці та Туреччині. Ареал виду простягається від Південно-Східної Франції до Південного Уралу.
В Україні локальний, вкрай рідкісний вид. Трапляється нечисленно або поодиноко в південноукраїнських степах (Одеська й Миколаївська області). Постійно відзначається у Харківській, Донецькій, Луганській областях та Гірському Криму.

## Опис
Розмах крил — 28-34 мм. Крила коричнево-жовтого забарвлення з численними коричневими і білуватими плямами квадратної форми. Кінцеві зони антен потовщені і мають чорний колір.

## Спосіб життя
Метелики літають з травня по липень. Яйця відкладаються по одному на листя і стебла кормових рослин — лаватери і чистця. Досягнувши другого-третього віку, гусениці зимують.